# Liste der Monuments historiques in Chavenay
Die Liste der Monuments historiques in Chavenay führt die Monuments historiques in der französischen Gemeinde Chavenay auf.

## Liste der Bauwerke
| Bezeichnung      | Beschreibung                     | Standort | Kennzeichnung | Schutzstatus | Datum | Bild           |
| ---------------- | -------------------------------- | -------- | ------------- | ------------ | ----- | -------------- |
| Kirche St-Pierre | Erbaut Ende des 10. Jahrhunderts | (Lage)   | PA00087404    | Classé       | 1933  | weitere Bilder |

## Liste der Objekte

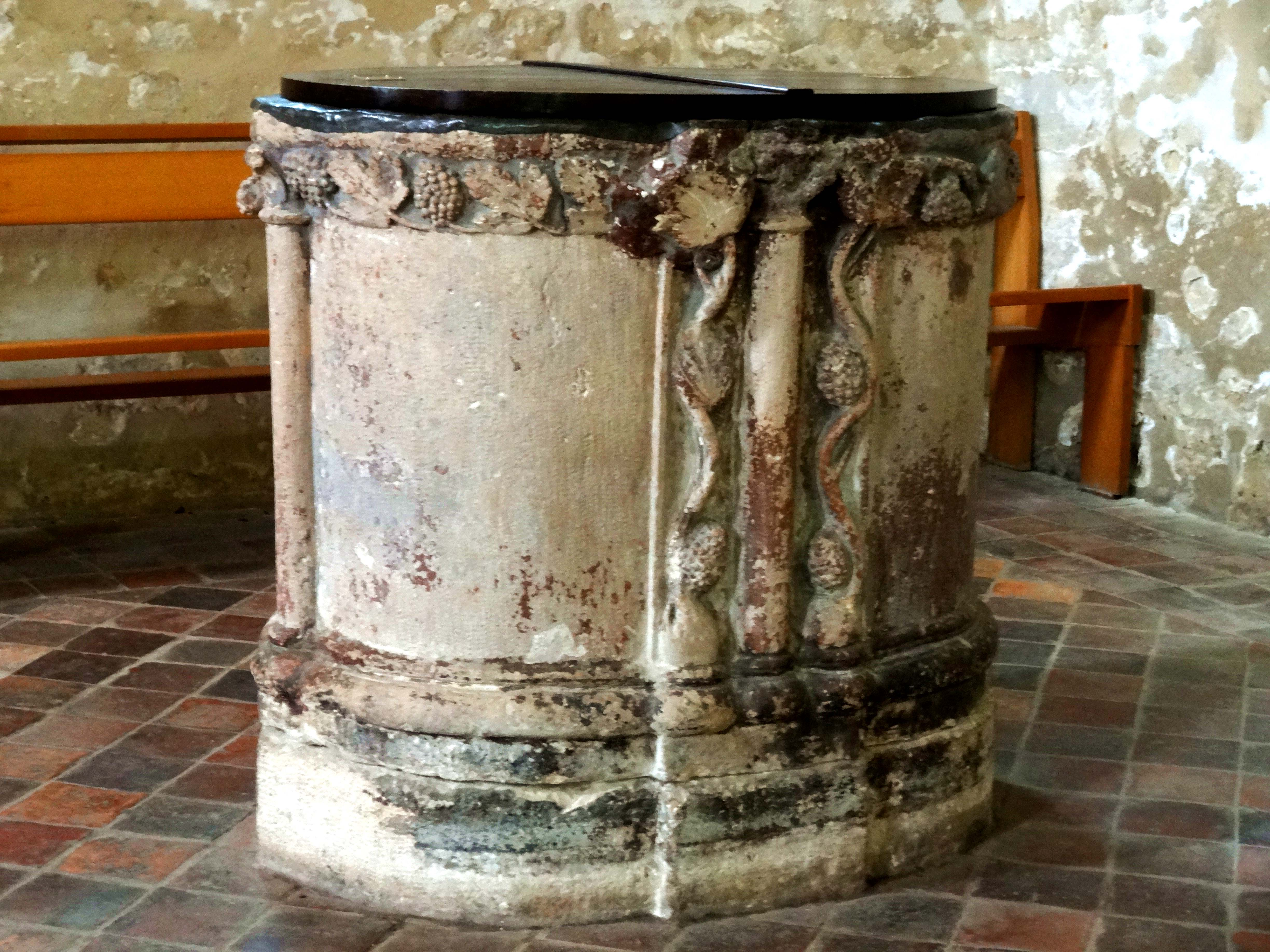
Taufbecken in Chavenay

- Monuments historiques (Objekte) in Chavenay in der Base Palissy des französischen Kultusministeriums

Siehe auch: Taufbecken (Chavenay)